# Hypermastus epiphanes
Hypermastus epiphanes is een slakkensoort uit de familie van de Eulimidae. De wetenschappelijke naam van de soort is voor het eerst geldig gepubliceerd in 1897 door Melvill.